# 奧索鎮區 (愛荷華州韋伯斯特縣)
奧索鎮區（英語：Otho Township）是位於美國愛荷華州韋伯斯特縣的一個行政鎮區。

## 地方資料
根據2010年美國人口普查的數據，奧索鎮區的面積為45.47平方千米，當中陸地面積為44.75平方千米，而水域面積為0.72平方千米。當地共有人口901人，而人口密度為每平方千米19.82人。